# Caribbean Broadcasting Union
De Caribbean Broadcasting Union (CBU) is een internationale organisatie in de Caraïbische regio voor publieke en commerciële omroeporganisaties.
De CBU werd in 1970 opgericht om radio- en televisie-uitzendingen uit de regio te stimuleren. Het bestrijkt een kijkersgebied van bijna vijf miljoen mensen in de regio en enkele miljoenen erbuiten. Daarnaast fungeert het als een vertegenwoordiger en belangenbehartiger van de leden.
Leden zijn onder meer Telearuba, TeleCuraçao en de Surinaamse STVS. In het verleden behoorde ook de Radio Nederland Wereldomroep tot haar leden.